# Timo Kastening
Timo Kastening (Stadthagen, 1995. június 25. –) német válogatott kézilabdázó, a Melsungen játékosa.

## Pályafutása

### Klubcsapatokban
Ötéves korában kezdett el kézilabdázni a VfL Bad Nenndorf csapatában, de utánpótláskorú játékosként szerepelt a Schaumburg North és a Barsinghausen együtteseiben is. 2008-ban csatlakozott a Hannover-Burgdorf akadémiájához. Tizennyolc évesen, a 2013-2014-es szezonban mutatkozott be a Bundesligában, Christopher Nordmeyer vezetőedző irányítása alatt. A bajnokság folyamán 17 mérkőzésen 16 ólt szerzett és az EHF-kupában is pályára lépett.
Az ezt követő szezonokban alapembere lett a hannoveri csapatnak, a 2016-17-es szezonban 86 találattal (78,9%-os lövési hatékonysággal), a 2017-18-as szezonban pedig 75 góllal (64,66%-os lövési hatékonysággal) lett a német élvonal legeredményesebbje a posztján.
A 2018-2019-es szezonban negyedik lett a góllövőlistán, a bajnokságban szerzett 190 góljával, 2020. február 6-án az SC Magdeburg elleni találkozón pedig 13 találatot ért el.
2020 nyarán a Melsungen csapatában folytatta pályafutását.

### A válogatottban
2012-ben U18-as Európa-bajnokságot nyert a német korosztályos válogatottal, két évvel később pedig az U20-as csapattal lett a korosztályos kontinenstorna győztese. Utóbbi tornán hét mérkőzésen 23 gólt szerzett.
A 2015-ös U21-es világbajnokságon bronzérmet nyert. Kilenc mérkőzésen 28 alkalommal volt eredményes a tornán.
2019. március 9-én mutatkozott be a német felnőtt válogatottban,. amellyel az első nagy tornája a 2020-as Európa-bajnokság volt. 

## Sikerei, díjai
- A Bundesliga All-Star-csapatának tagja: 2019[10]
- Az év német kézilabdázója: 2019